# Sarah Hardcastle
Sarah Hardcastle (Chelmsford, 9 aprile 1969) è un'ex nuotatrice britannica.
Specializzata nello stile libero ha vinto due medaglie alle Olimpiadi di Los Angeles 1984, appena quindicenne.

## Palmarès
- Olimpiadi

Los Angeles 1984: argento nei 400m sl e bronzo negli 800m sl.
- Mondiali

Madrid 1986: bronzo nei 400m sl.
- Mondiali in vasca corta

Rio de Janeiro 1995: oro negli 800m sl e bronzo nei 400m sl.
- Europei

Roma 1983: bronzo negli 800m sl.
Sofia 1985: argento negli 800m sl.
Sheffield 1993: bronzo nella 4x200m sl.
- Giochi del Commonwealth

Edimburgo 1986: oro nei 400m sl e negli 800m sl, argento nella 4x200m sl e bronzo nei 400m misti.
Victoria 1994: argento nella 4x200m sl e bronzo nei 400m sl.